# Atentado em Jacarta em setembro de 2000
O Atentado em Jacarta em setembro de 2000 foi um atentado terrorista ocorrido em Jacarta, capital da Indonésia em 13 de setembro de 2000. O atentado caracterizou-se pela explosão de um carro bomba no estacionamento do subsolo da bolsa de valores. Quinze pessoas morreram e outras dezenas ficaram feridas. Nenhum grupo terrorista assumiu o ataque.